# A tolvaj nyomában
A tolvaj nyomában (eredeti cím: Romantik Hırsız) 2024-ben bemutatott török romantikus film, amelyet Recai Karagöz rendezett. A főbb szerepekben Birkan Sokullu, Esra Bilgiç, Fırat Tanış, Ushan Çakır és Osman Alkaş látható.
Törökországban és Magyarországon a Netflix mutatta be 2024. március 14-én.

## Cselekmény
Alin az Interpol művészeti bűncselekményekre szakosodott ügynöke. Alin felfedezi, hogy a titokzatos tolvaj, akit már régóta üldöz, nem más, mint volt szerelme, Goni. Nehéz kihívással találja szemben magát: miközben megpróbálja elkapni őt, saját ellentmondásos érzelmeivel is meg kell küzdenie. Alin egy bonyolult tervet dolgoz ki, amely a múltat és a jelent is összekapcsolja, s ezáltal személyes és szakmai élete erőteljesen összefonódik. Ez komoly belső konfliktust szül: a nyomozói kötelessége és a férfi iránti érzései között őrlődik.

## Szereplők
| Szereplő | Színész     | Magyar hang    |
| -------- | ----------- | -------------- |
| Güney    | Esra Bilgiç | Varga Gábor    |
| Alin     | Esra Bilgiç | Frick Nóra     |
| Faysal   | Fırat Tanış | Nagypál Gábor  |
| Ozan     | Ushan Çakır | Schmied Zoltán |
| Vera     | Nil Keser   | Ács Petra      |
| Ömer     | Hakan Ummak | Darvasi Áron   |

### Magyar változat
- Magyar szöveg: Popa Kinga
- Hangmérnök: Bartkó Botond
- Vágó: Simkóné Varga Erzsébet
- Gyártásvezető: Gelencsér Adrienne
- Szinkronrendező: Bercsényi Péter
- Produkciós vezető: Kónya Andrea

A szinkront a Mafilm Audio Kft. készítette.

## A film készítése
A filmet a Lanistar Media jelentette be a Netflixen. A forgatások 2023 júniusában kezdődtek. A felvételek először a Prágában, majd Isztambulba zajlottak. A forgatás 2023 júliusában fejeződött be. Az előzetest 2024. február 19-én mutatták be.